# Eupeodes cheni
Eupeodes cheni är en tvåvingeart som beskrevs av He 1993. Eupeodes cheni ingår i släktet fältblomflugor, och familjen blomflugor. Inga underarter finns listade i Catalogue of Life.